# Mystacinovití
Mystacinovití (Mystacinidae) je čeleď neobvyklých netopýrů, kteří se endemitně vyskytují na Novém Zélandu. Čeleď zahrnuje pouze jediný rod mystacina (Mystacina).
Mystacinovití představují jedinou čeleď savců endemickou Novému Zélandu.

## Klasifikace
Mystacinovití náleží do nadčeledi Noctilionoidea, prastaré skupiny netopýrů z období Gondwany, ze které se mystacinovití vydělili patrně někdy před 51–41 miliony let., nicméně lze se setkat s udávaným rozpětím vydělení od 35 až do 68 milionů let. Každopádně to je až poté, co se novozélandský kontinent vydělil z Gondwany (circa před 80 miliony lety). Nejbližší příbuzné mystacinovitých patrně představuje široce rozšířená čeleď listonosovitých.
Čeleď zahrnuje pouze jeden rod mystacina (Mystacina) se dvěma druhy:
- Mystacina větší (Mystacina robusta) – s největší pravděpodobností vyhynulá, poslední pozorování mystaciny větší je z 60. let 20. století
- Mystacina novozélandská (Mystacina tuberculata)

Nadto se do čeledi řadí i některé fosilní taxony jako rod netopýrů Icarops známý z australských nálezů z období oligocénu a miocénu nebo novozélandský raně miocenní rod Vulcanops.